# Alpen Cup kobiet w skokach narciarskich 2000/2001
Alpen Cup kobiet w skokach narciarskich sezon 2000/2001 – 1. w historii sezon cyklu Alpen Cup w skokach narciarskich kobiet. Rozpoczął się 8 października 2000 roku w słoweńskim Velenje, a zakończył 14 października 2000 roku we włoskim Predazzo.
W sumie rozegrano 3 konkursy, w których w sumie wzięło udział 8 zawodniczek z 3 krajów. Zwyciężczynią klasyfikacji generalnej została Austriaczka Daniela Iraschko, która zwyciężyła we wszystkich zawodach i wyprzedziła swoją rodaczkę, Evę Ganster oraz Niemkę Heidi Roth.

## Kalendarz i wyniki
| Lp.                                        | Data                                       | Miejscowość                                | Punkt K                                    | 1. miejsce       | 2. miejsce  | 3. miejsce        |
| ------------------------------------------ | ------------------------------------------ | ------------------------------------------ | ------------------------------------------ | ---------------- | ----------- | ----------------- |
| 1.                                         | 8 października 2000                        | Velenje                                    | K-85                                       | Daniela Iraschko | Eva Ganster | Magdalena Kubli   |
| 2.                                         | 11 października 2000                       | Eisenerz                                   | K-90                                       | Daniela Iraschko | Eva Ganster | Heidi Roth        |
| 3.                                         | 14 października 2000                       | Predazzo                                   | K-90                                       | Daniela Iraschko | Eva Ganster | Ann-Kathrin Reger |
| Alpen Cup 2000/2001 – klasyfikacja końcowa | Alpen Cup 2000/2001 – klasyfikacja końcowa | Alpen Cup 2000/2001 – klasyfikacja końcowa | Alpen Cup 2000/2001 – klasyfikacja końcowa | Daniela Iraschko | Eva Ganster | Heidi Roth        |

## Statystyki indywidualne
| Zawodniczka | Velenje | Eisenerz | Predazzo |
| Austria | Austria | Austria  | Austria  |
| --- | ------- | -------- | -------- |
| Eva Ganster | 2       | 2        | 2        |
| Daniela Iraschko | 1       | 1        | 1        |
| Magdalena Kubli | 3       | 5        | 5        |
| Niemcy |         |          |          |
| Carina Hils | 7       | 7        | 7        |
| Ann-Kathrin Reger | 5       | 4        | 3        |
| Heidi Roth | 4       | 3        | 4        |
| Kristin Schmidt | 8       | 8        | 6        |
| Słowenia |         |          |          |
| Tanja Volčjak | 6       | 6        | –        |
| Legenda |         |          |          |
| 1-3 4-30 poniżej 30 dns – Zawodniczka zgłoszona nie wystartowała w konkursie. dsq – Zawodniczka została zdyskwalifikowana w konkursie. - – Zawodniczka nie została zgłoszona do konkursu. |         |          |          |

## Klasyfikacja generalna
| Miejsce | Zawodniczka       | Występy | Punkty |
| ------- | ----------------- | ------- | ------ |
| 1.      | Daniela Iraschko  | 3       | 300    |
| 2.      | Eva Ganster       | 3       | 240    |
| 3.      | Heidi Roth        | 3       | 160    |
| 4.      | Ann-Kathrin Reger | 3       | 155    |
| 5.      | Magdalena Kubli   | 3       | 150    |
| 6.      | Carina Hils       | 3       | 108    |
| 7.      | Kristin Schmidt   | 3       | 104    |
| 8.      | Tanja Volčjak     | 2       | 80     |